# Α-سانتالول
α-سانتالول (به انگلیسی: α-Santalol) یک الکل است. شکل ظاهری این ترکیب، مایع است.